# Driedorp
Driedorp is een buurtschap in de gemeente Nijkerk in de Nederlandse provincie Gelderland. Het ligt 4 kilometer ten zuidoosten van Nijkerk. Door de plaats loopt de N301 (Barneveldseweg), van Nijkerk naar Barneveld.
Driedorp bestaat uit een aantal huizen en een benzinestation annex fietsenmaker. Sinds 1867 is er een eenvoudig kerkgebouw. De hier bijeenkomende hervormde vrije gemeente is sinds 2010 niet meer aangesloten bij enig kerkgenootschap.
Op 1 december 1903 kreeg Driedorp een stopplaats aan de spoorlijn Nijkerk-Barneveld-Ede. Deze lokaalspoorweg werd in 1902-1903 aangelegd door Spoorwegmaatschappij De Veluwe. De stopplaats lag tussen de Barneveldseweg en de Nieuwe Voorthuizerweg. Op 15 mei 1933 is de treinhalte Driedorp weer gesloten. Aan de huidige hoogspanningsleiding is het tracé van de vroegere spoorbaan herkenbaar.

## Bekende inwoners
- Lex Harding, ondernemer en voormalig radiopresentator
- Tim Klijn, radiopresentator

## Fotogalerij

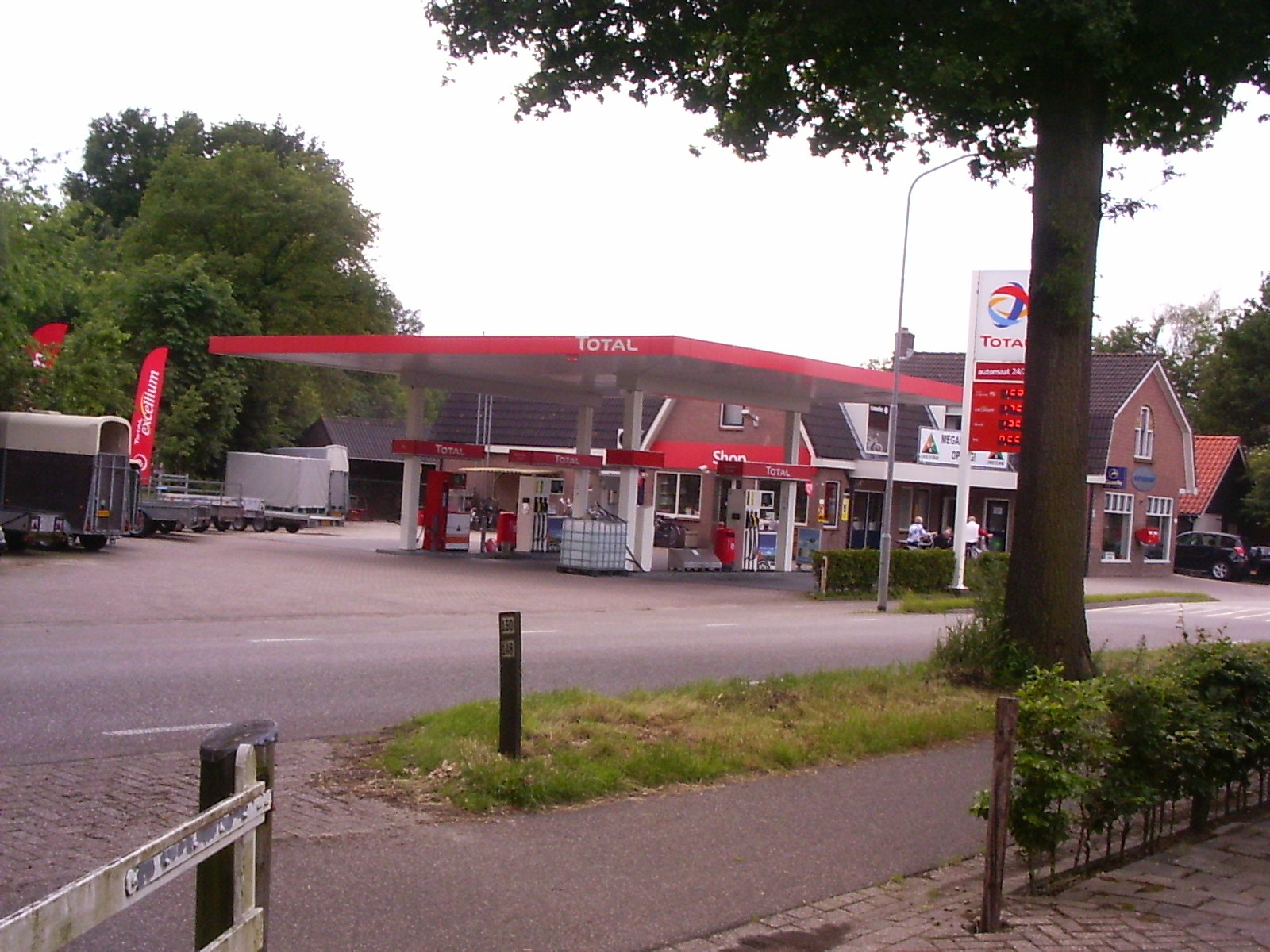
Benzinestation / Fietsenmaker
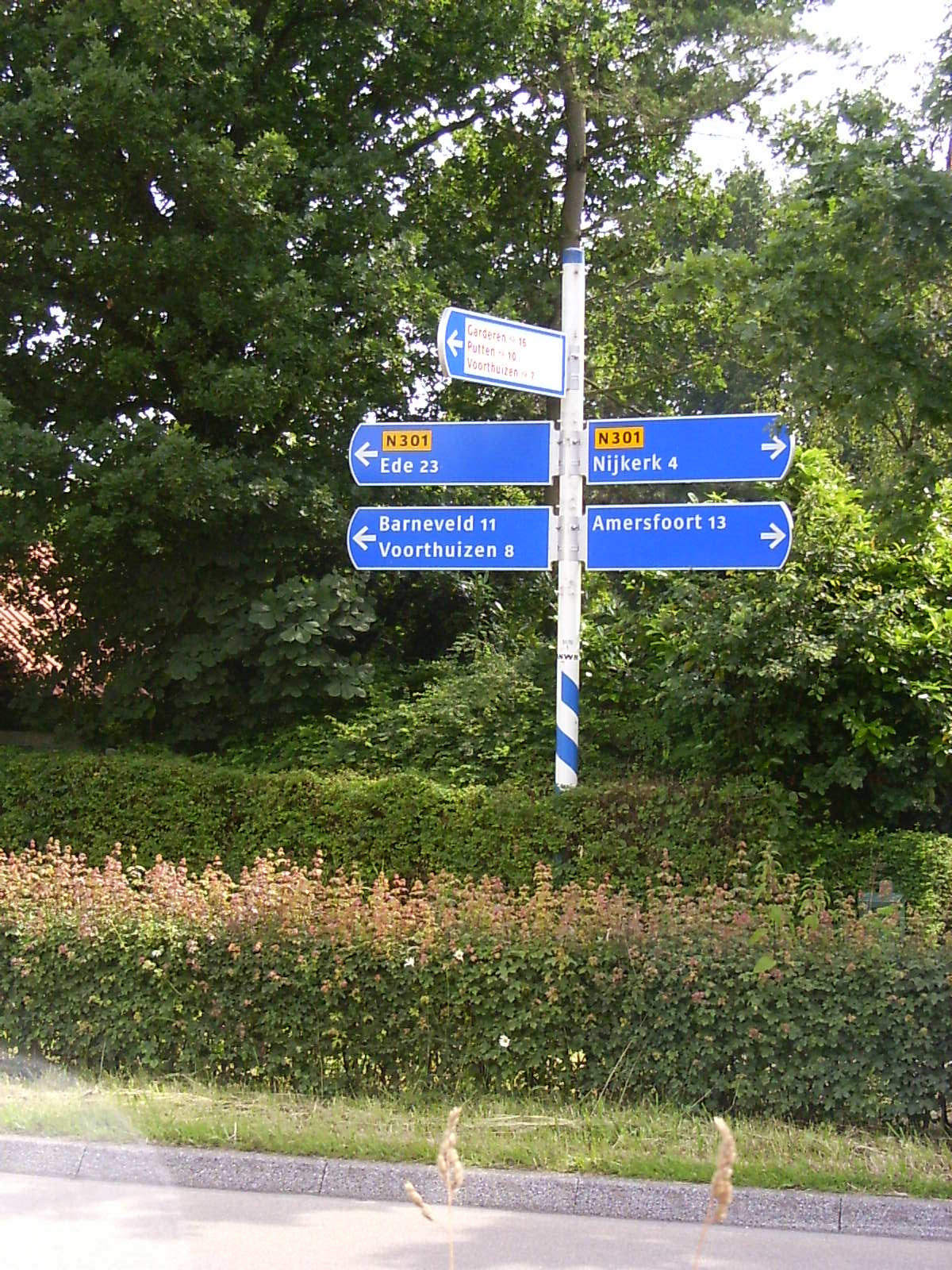
Wegwijzer
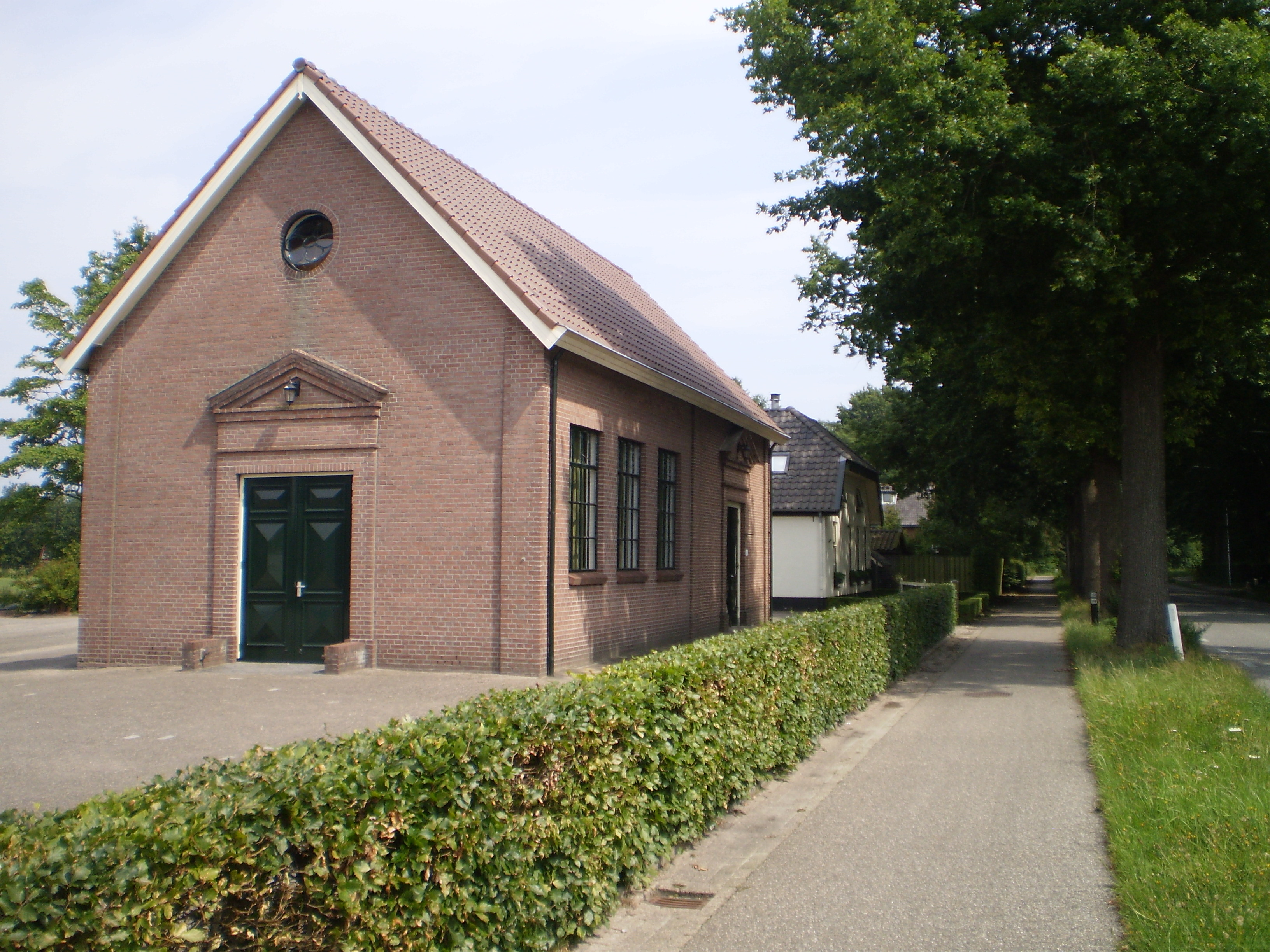
NH-Kerk

Stad: Nijkerk      Dorpen: Hoevelaken · Nijkerkerveen

Buurtschappen: Achterhoek · Appel · Bontepoort (deels) · Doornsteeg · Driedorp · Holk · Holkerveen · Kruishaar · Nekkeveld · Palestina · Prinsenkamp · Slichtenhorst · De Veenhuis · 't Woud · Wullenhoven 

Gelderland: Steden en dorpen in Gelderland      Nederland: Provincies · Gemeenten